# Digah (ort i Azerbajdzjan, Apsjeron)
Digah (tidigare ryska: Дигях: Digjach) är en ort i Azerbajdzjan.   Den ligger i distriktet Apsjeron, i den östra delen av landet, 13 km norr om huvudstaden Baku. Digah ligger 39 meter över havet och antalet invånare är 3 211.
Terrängen runt Digah är platt. Runt Digah är det tätbefolkat, med 982 invånare per kvadratkilometer.. Närmaste större samhälle är Baku, 12,8 km söder om Digah. 
Omgivningarna runt Digah är i huvudsak ett öppet busklandskap.